# Конвой Хальмахера – Манокварі (27.12.43 – 01.01.44)
Конвой Хальмахера — Манокварі (27.12.43 — 01.01.44) — японський конвой часів Другої світової війни, проведення якого відбувалось у грудні 1943-го — січні 1944-го.
Вихідним пунктом конвою була затока Кау на острові Хальмахера (північна частина Молуккського архіпелагу), який відігравав важливу роль у постачанні японських сил на заході Нової Гвінеї. Пунктом призначення став Манокварі (північно-східний кут півострова Чендравасіх), де ще у квітні 1942-го японці створили свою базу.
До складу конвою увійшов транспорт «Тоун-Мару», охорону якого забезпечував переобладнаний сітьовий загороджувач «Хінокі-Мару».
Конвой вийшов з порту 27 грудня 1943-го та 29 грудня досягнув Манокварі. Після розвантаження загін рушив назад уже 30 грудня, при цьому його склад збільшився за рахунок транспорту «Одацукі-Мару» (Odatsuki Maru).
1 січня 1944-го конвой без втрат досягнув затоки Кау.